# Battaglia di Hyelion e Leimocheir
La battaglia di Hyelion e Leimocheir vide la quasi completa distruzione dell'esercito selgiuchide da parte di un grosso contingente dell'esercito bizantino. L'esercito selgiuchide aveva razziato il territorio bizantino nella valle del Meandro in Anatolia e aveva saccheggiato un certo numero di città e subì un'imboscata ad un attraversamento del fiume Meandro.

## Antefatto
In seguito alla sconfitta dell'imperatore Manuele Comneno nella battaglia di Miriocefalo (1176) i bizantini non riuscirono a mettere in atto tutte le condizioni, in particolare la distruzione delle fortezze di confine, richieste dal sultano Qilij Arslan II come prerequisito per una cessazione delle ostilità. Un consistente esercito di cavalleria selgiuchide, tra cui ausiliari nomadi turcomanni, fu inviato in territorio bizantino, nella valle del Meandro nell'Anatolia occidentale, in un'azione di rappresaglia. Costantinopoli inviò un esercito sotto il comando del generale Giovanni Comneno Vataze, nipote dell'imperatore, con le istruzioni di intercettare i predoni selgiuchidi. A Vatatze erano stati assegnati altri due generali, come suoi subordinati, Costantino Ducas e Michele Aspiete, e poté raccogliere rinforzi lungo la strada in territorio bizantino.

## Battaglia

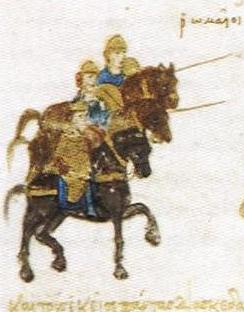
Cavalleria bizantina dal manoscritto Skylitzes.

La data della battaglia è sconosciuta e viene normalmente ascritta all'anno 1177 sulla base della sua posizione nella narrazione di Niceta Coniata.
I turchi, che avevano l'ordine di devastare la valle del Meandro fino al mare, saccheggiarono gli insediamenti bizantini di Tralle, Antiochia sul Meandro, Louma e Pantacheir. Queste azioni avrebbero drasticamente rallentato il loro progresso e diminuito la loro mobilità tattica. L'esercito selgiuchide stava tornando verso il territorio turco quando giunse ad un "punto di strozzatura" sul suo percorso, in cui la strada attraversava il fiume Meandro per mezzo di un ponte (probabilmente rovinato o semi-abbandonato), vicino ai villaggi, o forti, di Hyelion e Leimocheir. I bizantini si erano nascosti e vennero divisi in due corpi, separati dal fiume. Catturarono l'esercito selgiuchide in un agguato, quando aveva parzialmente attraversato il fiume, distruggendo la loro forza di combattimento.
Le truppe bizantine leggere giocarono un ruolo di primo piano nella battaglia; posizionate su un'altura sono descritte come la sorgente di una pioggia di frecce, verso il basso, sugli impotenti selgiuchidi. Molti dei selgiuchidi caddero nel fiume e annegarono. Il comandante selgiuchide, di nome Atapakos nelle fonti evidentemente greche, portatore del titolo di atabeg - cercò di aiutare le sue forze ad attraversare il fiume utilizzando sortite della sua cavalleria e attaccando i bizantini. Questo attacco non riuscì ed egli cercò di salvarsi a nuoto attraverso il fiume con il suo cavallo. Quando raggiunse la riva opposta, tuttavia, venne ucciso da un soldato Alano della forza bizantina. Dopo la morte del loro comandante, le truppe selgiuchidi fuggirono in disordine e un gran numero di loro annegarono nel fiume; Coniata affermò che solo pochi di molte migliaia furono in grado di salvarsi. Dal lato bizantino, il generale Michele Aspiete cadde e annegò nel Meandro quando venne sbalzato dal suo cavallo ferito.

## Conseguenze

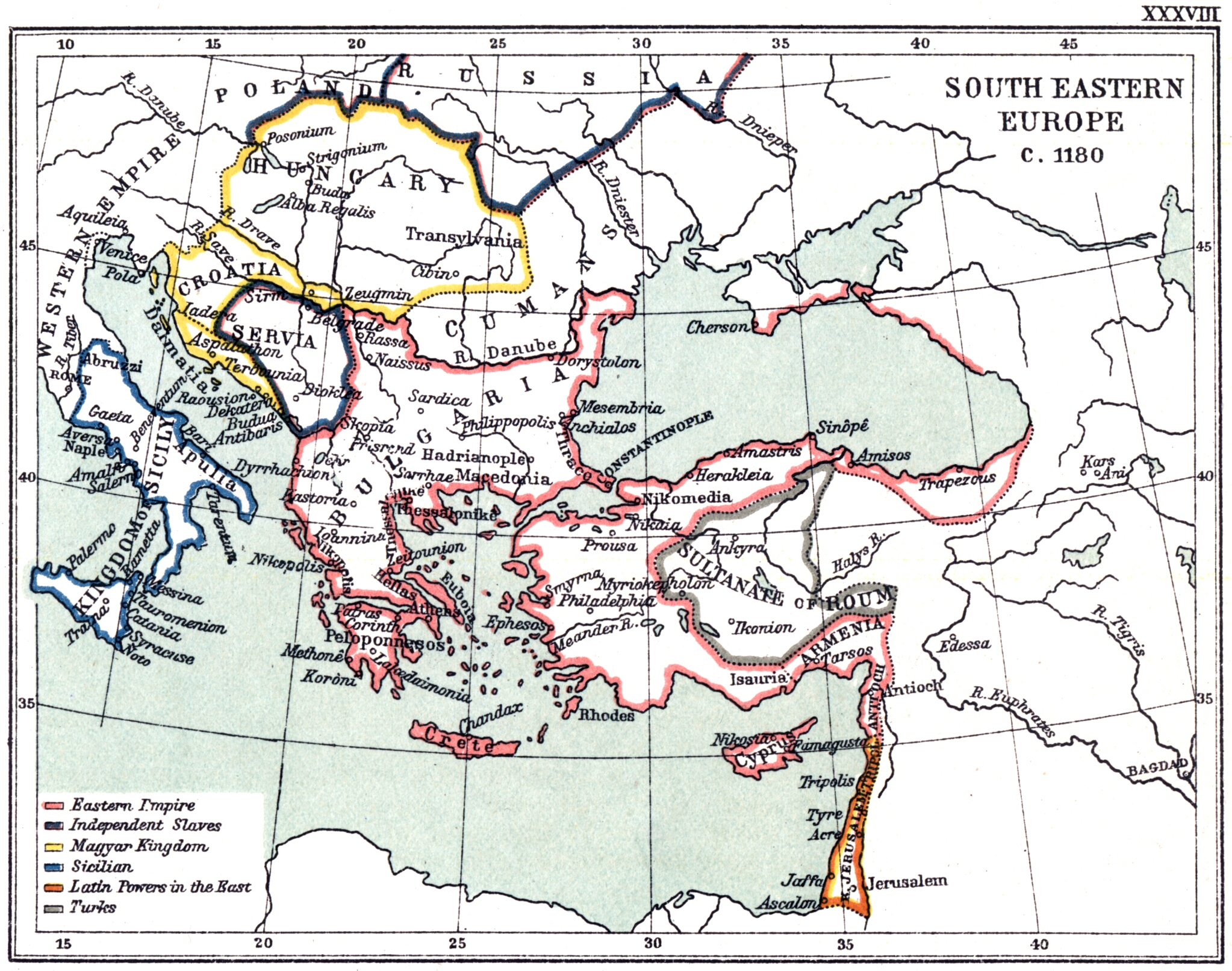
Una mappa dell'impero bizantino che mostra il luogo della battaglia vicino al fiume Meandro.

La battaglia fu una significativa vittoria dei bizantini e sottolineò quanto limitati furono gli effetti immediati della sconfitta bizantina nella battaglia di Miriocefalo sui possedimenti dell'Anatolia. La vittoria bizantina fu seguita da spedizioni punitive contro i nomadi turcomanni insediati intorno alla valle del Meandro.
È interessante notare che la strategia bizantina in questa battaglia, aspettare al varco un esercito nel suo viaggio di ritorno dopo un saccheggio,  rallentato da bottino e prigionieri, era esattamente ciò che era prescritto in precedenti trattati militari bizantini, come nel Tactica dell'imperatore Leone VI il Saggio di Leone VI (886-912). Ciò indica una ritenzione, da parte dei comandanti bizantini, di conoscenza delle strategie militari di successo del passato.
L'imperatore Manuele morì nel 1180; suo figlio e successore Alessio II Comneno era minorenne e l'impero venne governato da una reggenza divisa. Senza la forte presenza di Manuele, il vantaggio militare in Anatolia ritornò ai selgiuchidi. Il sultano Qilij Arslan invase l'impero nel 1182, quando Bisanzio era distratta dal colpo di Stato del cugino di Alessio, Andronico I Comneno e in seguito alla Assedio di Cotyaeum conquistarono le città di Sozopolis e Cotyaeum.